# Sagarras Altas
Sagarras Altas (en catalán, Segarres Altes) es una localidad española del municipio de Lascuarre, de la provincia de Huesca, Aragón. En 1991 había 8 habitantes, actualmente hay un habitante.

## Monumentos
- Iglesia parroquial.[3]
- Capilla románica en honor a Santa Lucía.[4]

## Toponimia
El topónimo Sagarras viene de la composición ivero-vasca "tza-" que significa abundancia, y "-garratz" árbol bravío de mediana edad. La segunda parte del topónimo hace referencia a su situación geográfica, encima de Sagarras Bajas.